# مارشا جونسون
مارشا بي جونسون (بالإنجليزية: Marsha P. Johnson)‏ هي ناشطة حقوق مثليين أمريكية وملكة جَرّ (ممثل بلباس امرأة). جونسون كانت من الأشخاص البارزين الذين شهدوا وشاركوا في أحداث ستونوول (stonewall uprising) عام 1969 والتي كانت عاملا كبيرا ساهم في تحريك وبدء حركة حقوق المثليين والمجتمع الميمي LGBT في أمريكا، إحدى المؤسسين لجبهة التحرير المثلية (Gay Liberation Front). جونسون كانت شخصية بارزة ومشهورة في الساحة المثلية والفنية في مدينة نيويورك, شاركت في عروض جر دراج مع فرقة عرض الدراج Hot Peach. وعرفت بتواجدها المحمود في شوارع قرية جرينويتش (Greenwich Village), وكانت مارشا ناشطة لحقوق مرضى الأيدز بمشاركتها مع ACT UP.

## أول فترة من حياتها
ولدت جونسون باسم مالكوم مايكلز جونيور في الرابع والعشرين من أغسطس عام 1945 في إليزابيث نيوجيرسي مع ستة أشقاء وأب اسمه مالكوم مايكلز، الذي كان عامل خط تجميع في شركة جينيرال موتورز. كانت والدة جونسون، ألبيرتا كلايبورن، ربة منزل. ارتادت جونسون الكنيسة الأسقفية الأفريقية الميتودية عندما كانت طفلة، وكانت متدينة بشكل مكرس طيلة حياتها، واهتمت في الغالب بالكاثوليكية لكنها قدمت القرابين للقديسين بطريقة شخصية وأبقت مذبحها الخاص في المنزل. بدأت جونسون بارتداء الفساتين في سن الخامسة لكنها توقفت مؤقتًا بسبب تحرش الصبيان الذين سكنوا بالقرب من منزلها. وفي مقابلة عام 1992، تحدثت جونسون عن كونها ضحية شابة للاعتداء الجنسي من قبل شاب مراهق. بعد ذلك، وصفت فكرة كونها مثلية الجنس بأنه ضرب من الأحلام أكثر من كونه شيئًا ممكنًا، وهكذا اختارت ألا تقوم بنشاط جنسي حتى ذهابها إلى مدينة نيويورك في سن السابعة عشرة. ذكرت التقارير قول أم جونسون بأن المثلي جنسيًا هو «في مرتبة أدنى من الكلب»، لكن جونسون قالت إن والدتها لم تكن على دراية بمجتمع الميم. تخرجت جونسون من ثانوية إديسون السابقة (تعرف الآن باسم الأكاديمية المهنية والتقنية لتوماس أي إديسون) في إليزابيث عام 1963، وبعد ذلك غادرت إلى مدينة نيويورك وبحوزتها حقيبة ملابس و15 دولارًا. عملت نادلة بعد أن انتقلت إلى قرية غرينتش في عام 1966. التقت جونسون المثليين جنسيًا في المدينة، وفي آخر المطاف، شعرت أنه بمقدورها أن تكون مثلية الجنس وتمكنت من الاعتراف بذلك.

## عملها الاستعراضي وهويتها
أطلقت جونسون على نفسها في البداية اسم «بلاك مارشا» ليكون اسمها وهي تمثل مرتدية ملابس النساء، لكنها لاحقًا اعتمدت اسم «مارشا بي جونسون»، أخذت اسم جونسون من مطعم هوارد جونسونز في الشارع الثاني والأربعين. قالت إن بي تعني «تجاهُل الأمر»، كانت تستخدم العبارة بسخرية عندما تُسأل عن ميلها الجندري فتقول «إنها تعني تجاهل الأمر». قالت هذه العبارة في إحدى المرات لقاضٍ فضحك وأطلق سراحها. عرفت جونسون نفسها بشكل متفاوت بأنها مثلية الجنس ومتحولة جنسيًا وملكة (لتعني بذلك الممثل الذي يرتدي لباس امرأة). وفقًا لسوزان استراكير البروفيسورة في الدراسات الجنسانية والجندرية البشرية في جامعة أريزونا، ربما بالإمكان تسمية التعبير الجندري لجونسون بأنه عدم التأكد الجندري؛ فلم يسبق لجونسون أن تعرف بنفسها بأنها متحولة جنسيًا، لكن هذا المصطلح لم يكن شائع الاستخدام بينما كانت جونسون على قيد الحياة. قالت جونسون إنها لم تكن جدية في نمطها كممثلة متنكرة بملابس النساء (من النوع عالي المستوى أو الاستعراضي) لأنها لم تقدر على شراء الملابس من المتاجر الباهظة. تلقت بقايا الأزهار بعد أن كانت تنام تحت الطاولات المستخدمة لفرز الأزهار في منطقة الأزهار في مانهاتن، واشتُهرت بارتداء تيجان من الأزهار النضرة. كانت جونسون طويلة ونحيفة ترتدي في الغالب أثوابًا طويلة وفضفاضة وفساتين زاهية وحذاء بلاستيكيًا أحمر بكعب عالٍ وشعر مستعار فاقع وكان ذلك ملفتًا للانتباه. ومثلما كتب إدموند وايت في مقاله صوت القرية في عام 1979، «سياسات التنكر بملابس امرأة»، أحبت جونسون أيضًا أن ترتدي الملابس بطريقة تُظهر «الفجوة بين الذكورة والأنوثة». تظهر جونسون في صورة مرفقة لمقالة مرتديةً شعرًا مستعارًا متدليًا ومساحيق تبرج وقميصًا شفافًا وسروالًا وسترة فرائية تظهر الطرق التي يقول عنها وايت -لالاقتباس عن «السياسات الجنسية» لكيت ميليت- إنها «أنثوية وذكورية في الوقت عينه».
يوجد فيلم يظهر جونسون وهي تؤدي «بملابس النساء بشكل عالي المستوى» أداء كاملًا ومتألقًا على المسرح، إلا أن معظم عملها الاستعراضي كان مع مجموعات شعبية وكوميدية وسياسية. غنّت واستعرضت ضمن فريق جي كاميسياس الدولي المتمركز في مدينة نيويورك، وكان هذا الفريق للاستعراض بملابس نسائية واسمه هات بيتشز، واستمرت العروض من عام 1972 إلى منتصف تسعينيات القرن العشرين. شكلت «ذا كوكيتس» -فرقة مشابهة للاستعراض بالملابس النسائية- فرقة الساحل الشرقي باسم «ذا أينجلز أوف لايت» وطلبت من جونسون الانضمام. في عام 1973، أدت جونسون دور «ملكة الغجر» من إنتاج ذا أينجلز في «ذي إنشانتد ميراكل» عن كوميت كوهوتيك. في عام 1975، التقط المصور المشهور آندي وارهول صورًا لجونسون، لتكون جزءًا من مسلسل الصور الفورية «ليديز آند جينتلمين». في عام 1990، استعرضت جونسون مع فرقة ذا هات بيتشز في لندن. كانت جونسون حينها ناشطة لمرض الإيدز وظهرت أيضًا في عمل من إنتاج ذا هات بيتشز اسمه «ذا هيت» وأدت أغنية «لاف» بينما كانت ترتدي آكت أب مع زر «الصمت=الموت».

## أحداث ستونوول وغيرها من أعمال النشاط
قالت جونسون إنها كانت واحدة من أولى الممثلات اللواتي يلبسن ملابس نسائية ممن ذهبن إلى ستونوول إن، وذلك بعد السماح للنساء وللممثلات اللواتي يلبسن ملابس نسائية بالدخول، بعد أن كان في السابق حانة للرجال المثليين فقط. حصلت أحداث ستونوول في ساعات الصباح الأولى من الثامن والعشرين من شهر يونيو عام 1969. كانت أول ليلتين من أعمال الشغب هي الأكثر شدة، لكن الصدامات مع الشرطة أثمرت بسلسلة من المسيرات والمظاهرات العفوية في الأحياء مثلية الجنس في قرية غرينتش واستمرت لنحو أسبوع بعدها. أجرى ديفيد كارتر مقابلة مع العديد من محاربي ستونوول الذين ذكروا اسم جونسون وزازو نوفا وجاكي هورمونا، فذكر ذلك في كتابه ستونوول: أعمال الشغب التي ألهبت فتيل ثورة المثليين جنسيًا ووصفهن بأنهن «ثلاثة أفراد في طليعة الحركة» بوجه  الشرطة في الأحداث. أنكرت جونسون أنها هي من بدأت الأحداث وقالت في عام 1987 إنها وصلت نحو الساعة «الثانية في ذاك الصباح» وإن «أعمال الشغب كانت قد بدأت مسبقًا» عند وصولها وإن «بناء ستونوول كان مشتعلًا» بعد أن أشعلته الشرطة. نُقل أن أعمال الشغب قد بدأت ما يقارب 1:20 في ذاك الصباح بعد أن تعاركت ستورمي دولارفيري مع ضابط الشرطة الذي حاول اعتقالها في ذاك اليوم.
كتب كارتر أن روبن سوزا قد قال إن أصدقاءه المحاربين في ستونوول وناشطي المثليين جنسيًا أمثال مورتي مانفورد ومارتي روبنسون قد أخبروا سوزا بأنه في اليوم الأول، رمت جونسون كأسًا زجاجيًا صغيرًا على مرآة في الحانة المشتعلة وهي تصرخ «حصلت على حقوقي المدنية». أخبرت سوزا تحالف ناشطي المثليين بعد فترة وجيزة بأنه «سمع العالم برمته صوت ذاك الكأس».

## موتها
في 30 يونيو 1992، بعد وقت قصير من موكب الفخر في نيويورك، تم الإبلاغ عن فقد جونسون. بعد ستة أيام، في 6 يوليو، تم العثور على جثة جونسون طافية في نهر هدسون. كانت جونسون تبلغ من العمر 46 عامًا. أولاً، حددت الشرطة سبب الوفاة على أنه انتحار، لكن عائلة جونسون وأصدقائها أصروا على أن جونسون لم تكن انتحارية، مشيرين إلى الإصابة الخطيرة التي عثر عليها في مؤخرة رأسها.
شهد العديد من الأشخاص أن عصابة من «البلطجية»، المعروفين أيضًا كلصوص، اعتدوا على جونسون وضايقوها. شاهد شاهد آخر شخصًا يتشاجر مع جونسون قبل أيام قليلة من وفاتها، ويطلق عليها أسماء مهينة، وتفاخر ذلك الرجل لاحقًا بأنه قتل «ملكة دراج تدعى مارشا». على الرغم من الحملة التي قام بها مجتمعها وشركاؤها، وكذلك المسيرات والمناوبات التي أجريت حيث تم العثور على الجثة، رفضت الشرطة التحقيق في ملابسات وفاتها. فقط في نوفمبر 2012، بعد 20 عامًا، تمكنت الناشطة ماريا لوبيز من إقناع قسم شرطة نيويورك بإعادة فتح قضية القتل المحتملة. نضال لوبيز لفتح القضية ومحاولة فهم ما حدث بالفعل لمارشا ب. تم توثيق جونسون في الفيلم الوثائقي لعام 2017 The Death & Life of Marsha P. Johnson.

## تخليد ذكرى مارشا جونسون
قبل عشرة أيام فقط من وفاتها، تم تصوير جونسون لإجراء مقابلة مفصلة، والتي كانت بمثابة المادة الرئيسية في إنشاء الفيلم الوثائقي Pay it No Mind: The Life and Times of Marsha P. Johnson، من إخراج مايكل كاسينو وريتشارد موريسون. يقابل الفيلم أيضًا العديد من أصدقاء جونسون المقربين، الذين يعتزون بذكراها كواحدة من رواد كفاح المثليين.
سميت فرقة البوب "Anthony and the Johnsons" (بقيادة أنوهاني) على اسم جونسون، ويتضمن الألبوم الذي سمي على اسمها عام 1988 أغنية بعنوان «نهر الحزن»، وهي مبنية على حياة جونسون وموتها. في عام 1993، ظهر أنوهاني في مسرحية عن جونسون قدمتها فرقة Hot Peaches، وهي نفس المجموعة المسرحية التي ظهر معها جونسون قبل عقود. كما كتب أنوهاني وأخرج مسرحية عن جونسون، «صعود مارشا بي. جونسون» (حيث تحمل الكلمة «صعود» أيضًا المعنى الديني لـ «صعود الروح»). عرضت المسرحية محليًا في نيويورك من 1994-1995.
ذكرت ملكة الدراج والشخصية التلفزيونية روبول جونسون كمصدر إلهام. خلال إحدى حلقات مسلسله، Rupol's Drag Race ، في عام 2012، أخبرت روبول المنافسين أن جونسون «مهدت الطريق لنا جميعًا».
فيلم هوليوود المسمى "Stonewall" يتميز بشخصية مستوحاة من شخصية جونسون، يلعبها أوتوجا أفيت.
عيد ميلاد سعيد مارشا! إنه فيلم تجريبي قصير من إخراج رينا جوست وساشا وورزل، يصور تجارب جونسون وسيلفيا ريفر في الساعات التي سبقت أعمال شغب ستونوول في نيويورك عام 1969. لعبت جونسون في الفيلم من قبل الفائزة بجائزة الروح المستقلة، الممثلة العابرة جنسيا ميا تايلور.
عرض فيلم The Death and Life of Marsha P. Johnson، من إخراج ديفيد فرانسيس، لأول مرة في مهرجان تريبيكا السينمائي في أبريل 2017، واقتنته لاحقًا Netflix. يعيد الفيلم الوثائقي فحص ملابسات وفاة جونسون، ويقر بإسهامات جونسون وسيلفيا ريفيرا في حركة حقوق المثليين الحديثة.

## روابط خارجية
- مارشا جونسون على موقع IMDb (الإنجليزية)
- مارشا جونسون على موقع ميتاكريتيك (الإنجليزية)
- مارشا جونسون على موقع قاعدة بيانات الفيلم (الإنجليزية)
- مارشا جونسون على موقع كينوبويسك (الروسية)